# Giao tranh tại Néry
Giao tranh tại Néry (gần Compiègne) là một trận đánh quyết liệt đã diễn ra vào ngày 1 tháng 9 năm 1914 giữa quân đội Anh và quân đội Đế quốc Đức trên Mặt trận phía Tây thời Chiến tranh thế giới thứ nhất, như là một phần của cuộc Đại rút lui từ Mons. Khi đang chuẩn bị rời khỏi trại quân của họ trong đêm hôm trước, một lữ đoàn Anh (dưới quyền chỉ huy của tướng Charles Briggs) đã bị một sư đoàn kỵ binh Đức với quân số gấp khoảng hai lần tấn công không lâu sau khi rạng sáng. Cả hai phe đều xuống ngựa chiến đấu; phần lớn lực lượng pháo binh Anh nằm ngoài vòng chiến trong vòng vài phút đầu của trận chiến, nhưng một khẩu pháo của Khẩu đội L, Kỵ pháo Hoàng gia đã tiến hành pháo kích đều đặn vào toàn bộ một khẩu đội pháo của pháo binh Đức trong vòng 2 tiếng rưỡi. Đến khoảng 8 giờ sáng, quân tiếp viện của Anh đã ứng chiến, phản công các lực lượng Đức. Trước hỏa lực vượt trội của quân Anh, quân Đức bị buộc phải triệt thoái trong tình trạng hỗn loạn; sư đoàn kỵ binh Đức đã bị đập tan và không thể tham gia chiến trận trong vòng vài ngày. Ba người lính thuộc Khẩu đội L đã được thưởng Huân chương Thập tự Victoria vì vai trò của họ trong trận đánh, và về sau này cả khẩu đội được trao tặng biệt hiệu danh dự là "Néry" – đây là đơn vị duy nhất của quân đội Anh nhận được biệt hiệu như là một danh dự chiến đấu.
Thắng lợi phòng ngự tại Néry đã được xem là một huyền thoại của kỵ binh Anh.